# Ashton, Gardner and Dyke
Ashton, Gardner and Dyke — английское пауэр-трио, наибольшей популярности достигшее в начале 1970-х годов. Их помнят прежде всего по песне — «Resurrection Shuffle», трансатлантическому хиту Топ 40 1971 года. Впрочем, этот успех оставил их в истории, как группу одного хита.

## История
Основатель трио Тони Эштон начал свою музыкальную карьеру в Блэкпуле в 1959 году. В 1965 году, поиграв в нескольких блэкпульских коллективах, он был приглашен в Ливерпуль, в бит-группу The Remo Four, как органист/вокалист, в то время Рой Дайк был уже барабанщиком этой группы с 1963 года. Пиком их творчества стал альбом Smile!, выпущенный в 1967 году. В том же году, они стали аккомпанирующей Джорджу Харрисону группой, на его альбоме Wonderwall Music. Позже Харрисон сыграл на гитаре в песне Ashton, Gardner and Dyke - «I’m Your Spiritual Breadman».
В 1968 году, после распада The Remo Four, Эштон и Дайк объединились с бас-гитаристом Кимом Гарднером, который ранее играл в таких британских группах, как The Birds (не путать с американской The Byrds) и The Creation. Трио назвали себя просто — Ashton, Gardner and Dyke. Мик Либер (основатель австралийской рок-группы Python Lee Jackson) сыграл партию соло-гитары в группе.
Они выпустили свой первый сингл «Maiden Voyage»/«See The Sun In My Eyes» на Polydor в 1969 году, но он провалился. Тем не менее, их следующий сингл, «Resurrection Shuffle», выпущенный на фирме Capitol, сделал их имена известными. В песне была использована духовая секция в лице Лайла Дженкинса и Дэйва Касуэлла из бирмингемской группы Galliard. Песня попала в UK Singles Chart 16 января 1971 года, и продержалась в нём 14 недель, достигнув позиции # 3. В США песня достигла # 40 в чартах Billboard Hot 100. Эта песня была их единственным хитом, заработав для них тем самым название группы одного хита. Песня с тех пор была исполнена рядом исполнителей, включая Тома Джонса и Кларенса Клемонса.
Следующему синглу «Can You Get It» не хватило привлекательной неистовости «Resurrection Shuffle» и он не попал в чарты. Тем не менее, Эштон, Гарднер и Дайк не пали духом и записали три номерных альбома (см. дискографию ниже). Группа также аккомпанировала ирландскому певцу Джонатану Келли в 1970 году на его дебютном альбоме. А на следующий год они приняли участие, вместе с другими британскими джазовыми и рок-музыкантами, в записи сольного альбома Ли Стивенса (англ. Leigh Stephens, ех-гитарист группы Blue Cheer) — …and a Cast of Thousands (1971).
Их совместными последними записями (в сотрудничестве с Джоном Лордом) стал саундтрек к малобюджетному фильму The Last Rebel, с Джо Нэйметом, звездой американского футбола, в главной роли. Эштон также появились на первом сольном альбоме Лорда Gemini Suite в 1972 году.
Трио окончательно распалось в 1973 году.

## После распада
После распада группы, Тони Эштон играл в Medicine Head и Family, прежде чем снова объединиться с Джоном Лордом в Ashton & Lord. Ещё позже он появился с Лордом и барабанщиком Яном Пейсом, как Paice, Ashton & Lord. Дайк, а позже и Гарднер присоединились к рок-группе Badger.
Эштон умер от рака, 28 мая 2001 года. Гарднер также в 2001 году, умер от рака, в Лос-Анджелесе, штат Калифорния (в возрасте 55 лет).

## Дискография

### Синглы
- Maiden Voyage/See The Sun In My Eyes — 1969
- The Resurrection Shuffle/Hymn To Everyone — 1970 (#3 в Великобритании, #40 в США)
- Can You Get It/Delirium — 1971
- Still Got A Long Way To Go — 1972

### Студийные альбомы
- Ashton, Gardner and Dyke — 1969
- The Worst of Ashton, Gardner and Dyke — 1971
- The Last Rebel • Original Motion Picture Soundtrack — 1971
- What A Bloody Long Day It’s Been — 1972

### Концертные альбомы
- Let It Roll — Live 1971 — 2002
- Live In Montreux 1970 — 2011

### Сборники
- The Best Of — 1999

## Участники группы
- Тони Эштон (родился 1 марта 1946 года в Блэкберне;[8] умер 28 мая 2001 года[7]) — клавишник и вокалист
- Ким Гарднер (родился 27 января 1946 года[9] в Далвиче, Лондон; умер 24 октября 2001 года) — басист
- Рой Дайк[англ.] (родился 13 февраля 1945 года[10] в Ливерпуле) — барабанщик
- Мик Либер (родился 1 марта 1944 года в Пиблсе, Шотландия) — соло-гитарист.